# Salix walpolei
Salix walpolei là một loài thực vật có hoa trong họ Liễu. Loài này được (Coville & C.R. Ball) C.R. Ball miêu tả khoa học đầu tiên năm 1942.